# Хейдон, Лиза
Эли́збет Мари́ «Ли́за» Хе́йдон (англ. Elizabeth Marie «Lisa» Haydon, род. 17 июня 1986 года, Мадрас, Индия) — индийская актриса, фотомодель и дизайнер одежды.

## Биография
Элизабет родилась 17 июня 1986 года в Ченнаи, штат Тамилнад. Её отец из народа малаяли, а мать — австралийка. Имеет сестру, также модель. Жила в Австралии и США до 2007 года, когда вернулась в Индию. В 18 лет она хотела быть учителем йоги. Учась на психолога и приняла предложение своих друзей, заняться модельным бизнесом, чтобы заплатить за занятия. Начала модельную карьеру в Австралии. Вдохновлённая работой своей сестры, переехала в Индию в 2007 году, где продолжила работать. Была лицом косметики Lakmé. Участвовала в рекламах для Hyundai i20, Indigo Nation, Myntra.com и Blender's Pride. В 2010 году она приняла участие в рекламе вместе Ритиком Рошаном
Она украшала обложки для главных модных журналов страны,такие как Verve, Elle India, Femina, Harper's Bazaar India, FHM India и Adorn.
Была замечена актёром и продюсером Анилом Капуром в кофейном магазине, и вскоре её агент получил телефонный звонок и предложение роли в фильме «Айша». После подписания контракта на этот фильм, на три месяца отправилась в Нью-Йорк обучаться актёрскому мастерству. Фильм имел коммерческий успех. Через год она снялась в фильме Rascals, который провалился в прокате. Чтобы исправить положение, она станцевала в item-номере для заглавной песни для телугуязычного фильма «Пари». В 2014 году снялась в фильме «Открывая мир» в роли матери-одиночки, имеющей внебрачного ребёнка. Её исполнение получило высокую оценку от критиков, и актриса была номинирована на Filmfare Award за лучшую женскую роль второго плана. В том же году был выпущен ещё один фильм The Shaukeens, являющийся ремейком одноимённого фильма 1982 года, который провалился в прокате. Через два года вышел фильм «Сердцу не легко», где она сыграла роль второго плана, имевший коммерческий успех.
Сейчас не снимается по семейным обстоятельствам[уточнить].

## Личная жизнь
С октября 2016 года Лиза замужем за Дино Лалвани, с которым она встречалась год до их свадьбы. У супругов трое детей — сыновья Зак Лалвани (род. 17.05.2017) и Лео Лалвани (род. январь 2020) и дочь Лара Лалвани (род. июнь 2021).

## Фильмография
| Год  |   | Русское название        | Оригинальное название | Роль                    |
| ---- | - | ----------------------- | --------------------- | ----------------------- |
| 2010 | ф | Айша                    | Aisha                 | Аарти Менон             |
| 2011 | ф |                         | Rascals               | Долли                   |
| 2014 | ф | Королева / Открывая мир | Queen                 | Виджаялакшми            |
| 2014 | ф |                         | The Shaukeens         | Ахана                   |
| 2016 | ф |                         | Santa Banta Pvt Ltd   | Куини Танеджа           |
| 2016 | ф | Полный дом 3            | Housefull 3           | Джамуна «Дженни» Патель |
| 2016 | ф |                         | Ae Dil Hai Mushkil    | Лиза Д'Соуза            |